# Carmolândia
Carmolândia är en kommun i Brasilien.   Den ligger i delstaten Tocantins, i den centrala delen av landet, 1 000 km norr om huvudstaden Brasília. Antalet invånare är 2 305.
Omgivningarna runt Carmolândia är huvudsakligen savann. Runt Carmolândia är det mycket glesbefolkat, med 6 invånare per kvadratkilometer.